# Cenová elasticita
V ekonomii se pod pojmem cenová elasticita rozumí přímá úměrnost procentuální změny nabídky nebo poptávky určitého zboží nebo služby na její ceně.
Rozlišuje se:
- cenová elasticita nabídky – tedy změna nabídky vůči změně ceny (zboží nebo služby)
- cenová elasticita poptávky – změna poptávky po určitém zboží nebo službě vůči jeho ceně (obojí vyjádřeno procentuálně)

## Geometrické znázornění
Pokud by se cena a míra poptávky nebo nabídky vyjádřily formou grafu (kde cena by byla proměnná závislá a míra nabídky nebo poptávky nezávislá), pak by elasticita představovala směrnici tečny (derivaci) k danému bodu grafu (resp. pro cenu v tomto bodě).

## Jednotlivé případy
Existují zboží a služby, které mají velmi nízkou elasticitu, tedy ani velký výkyv v ceně příliš neotřese jejich poptávkou. Sem mohou patřit jak vysoce luxusní a prestižní výrobky určené jen pro ty nejbohatší (charakteristické tím, že ani v dobách krize se zájem o něj příliš nemění a stále nacházejí své zákazníky), tak naopak základní potřeby nejširší skupiny obyvatel (voda, elektřina, plyn, nájemné) bez nichž se obyčejný člověk může jen těžko obejít. Mluví se pak o neelastické nabídce resp. poptávce.
V kontrastu k tomu, jsou zboží a služby s vysokou elasticitou – tedy takové, u kterých i malá změna ceny způsobí velký rozdíl v její kupovanosti. Sem patří obecně zboží a služby, které si může běžný člověk dopřát víc, když je zrovna levnější, či je na čas oželet, když se jeho cena zvýší. Příkladem mohou být zájezdy a dovolené, byty a nemovitosti. U těchto případů se mluví o elastické nabídce resp. poptávce.
Speciální případ je pak dokonale elastická nabídka/poptávka kdy i nepatrná změna ceny má nekonečný vliv na odezvu nabídky resp. poptávky, a naopak dokonale neelastická nabídka/poptávka, kdy nabídka nebo poptávka po daném zboží je zcela nezávislá na její ceně. Dokonalá elasticita se ve skutečném tržním prostředí nevyskytuje a je čistě teoretická (mohla by se vyskytovat v tzv. dokonale konkurenčním prostředí). Za dokonale neelastické zboží ekonomové (coby konstrukt) považují hotové peníze a teoreticky se této skupiny blíží zboží nebo služba, jejichž zakoupení nebo využití by pro toho, kdo jich využije, bylo „otázkou života a smrti“ (např. nějaké životně důležité vakcíny, léky).

## Vlivy
Některé dopady na konečnou cenu výrobků nebo služeb nelze příliš ovlivnit a když nastanou, jsou stejné pro všechny subjekty na straně nabídky (například zvýšení cen ropy má vliv na osobní a nákladní dopravu, zvýšení cen elektřiny a zemního plynu na nájemné). Jiné vlivy mohou být určeny ryze samotnou strukturou trhu.
Na elasticitu určitého výrobku nebo služby má významný vliv konkurenční prostředí (zdali pro ně existují srovnatelné alternativy za podobné ceny). V monopolním prostředí, kdy jsou zákazníci závislí na nabídce jen jednoho subjektu, může tento nasadit ceny až k hranici únosnosti a zákazníci přesto nakonec budou jeho zboží nebo služby kupovat. V tzv. monopsonu může být tento stav obrácený, tedy jediný subjekt na straně poptávky získává větší „páky“ pro vyjednávání o ceně zakázky, kterou může úspěšně stlačit dolů.
Ve vysoce konkurenčním prostředí by výrazné nadsazení ceny u jednoho hráče na trhu pro něj mělo efekt ten, že by jeho zákazníci přešli ke konkurenci a po jeho zboží či službách by dramaticky spadla poptávka (potažmo obrat, potažmo zisk a podíl na trhu).
Znalost elasticity tvoří základní aspekt cenové tvorby u daného výrobku nebo služby u firmy, která jej vyvinula či zavedla (například při jeho uvedení na trh). Z elasticity firma určí „optimální“ poptávku po jejich výrobku/službě při zohlednění dalších faktorů (konkurentů, vyvážení kvality a ceny, maximální objem produkce versus maximální poptávka, kterou mohou uspokojit) s tím, že hlavním aspektem je maximalizace zisku.